# Nại Hiên Đông
Nại Hiên Đông là một phường thuộc quận Sơn Trà, thành phố Đà Nẵng, Việt Nam.
Phường có diện tích 4,28 km², dân số năm 1999 là 14.366 người, mật độ dân số đạt 3.357 người/km².